# Поляков Яків Соломонович

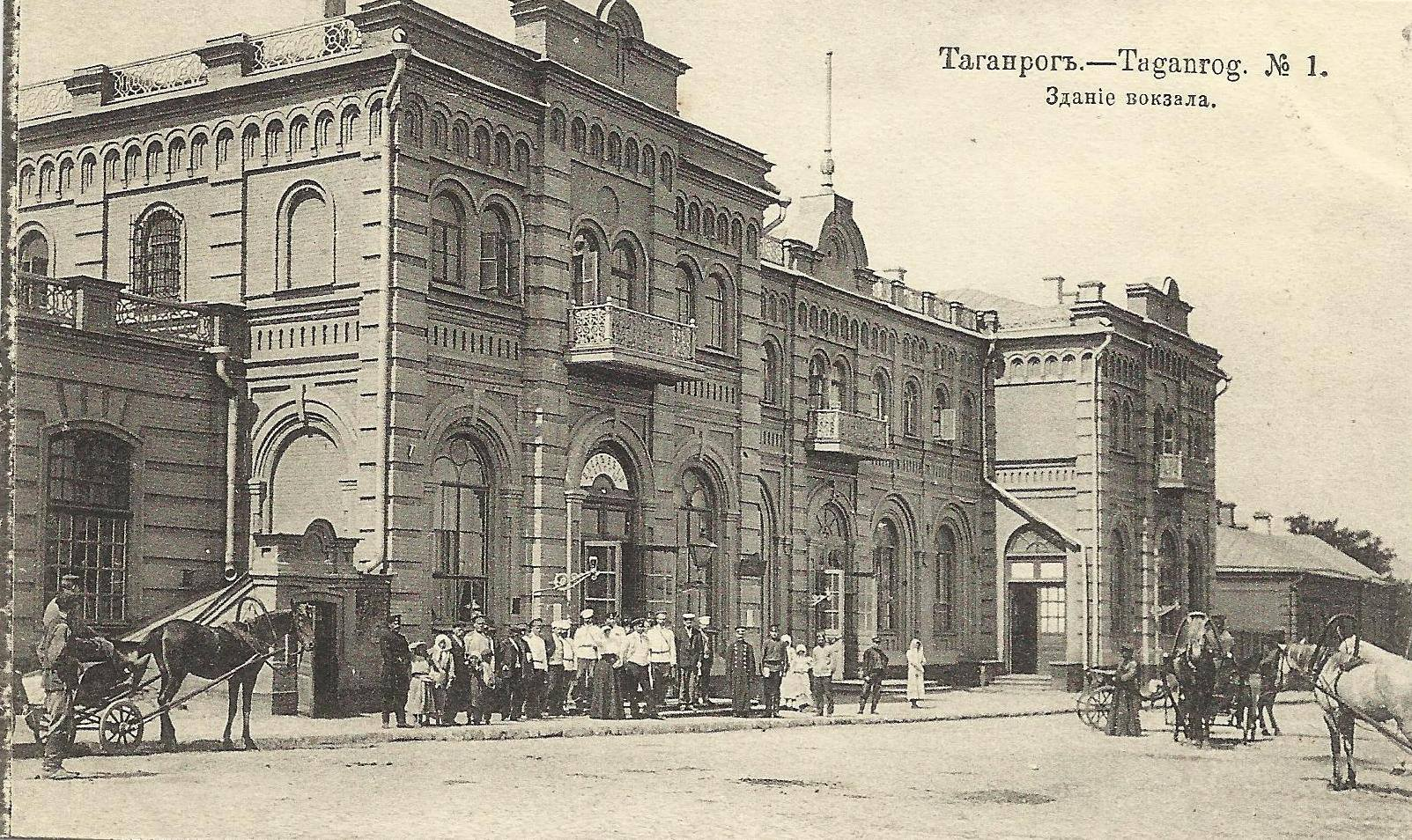
Таганрозький залізничний вокзал.

Я́ків Соломо́нович Поляко́в — (рос. Яков Соломонович Поляков; 1832, Дубровно, Російська імперія, — 1909, Біарріц, Франція) — російський банкір, підприємець, громадський діяч і благодійник. Брат банкіра Лазаря Полякова та залізничного концесіонера Самуїла Полякова.

## Біографія
Яків Поляков — найстарший син у родині єврейського купця Соломона Лазаровича Полякова, в 1860–1864 роках працював разом з батьком. У 1864—1869 роках він оршанський купець першої гільдії. 16 листопада 1868 за рішенням Катеринославської казенної палати перейшов у таганрозькі купці першої гільдії, купив три будинки й у 1870 відкрив торговий дім, наступного року — контору буксирного пароплавства, а в 1873 заснував Донський земельний банк. Фінансував будівництво в Таганрозі комплексу будівель залізничного вокзалу. У 1874 році купив на узбережжі Таганрозької затокипомістя Новомар'їнське, де за новою технологією вирощував зернові, садив ліс й організував кінний завод. Згодом став співзасновником і співвласником Азовсько-Донського та Петербурзько-Азовського (1886) банків, у 1890 дістав концесію на заснування позичкової спілки в Персії. 1894 року цю спілку купив Державний банк і реорганізував її в Обліково-позичковий банк Персії. Спільно зі своїми братами Самуїлом та ]Лазарем Яків Поляков будував залізниці Курськ — Харків — Азов Росії та Воронеж — Аксай. Був серед перших, що взялися добувати вугілля в Донбасі. На рубежі XIX–XX століть зазнав великих матеріальних збитків під час фінансової кризи і значною мірою втратив вплив. Помер у Біарріці, де мав віллу. Там похований і він, і його жінка.

## Громадська діяльність, благодійність
Яків Поляков брав активну участь у громадському житті Таганрога. У 1873—1891 роках обіймав посаду перського генерального консула в цьому місті, а в (?-1888—1892) — також віце-консула Данії. Був голова Таганрозького управління Російського Товариства Червоного Хреста, гласний Таганрозької міської думи (1885–1902), голова Комітету торгівлі та мануфактури Таганрозької міської управи (1885—1904), член Таганрозького окружного правління товариства порятунку на водах (1875–1908), Таганрозького окружного правління Товариства подання допомоги при корабельних аваріях (1873—1875). Він і дружина були необов'язкові директори Таганрозького окружного кураторства в'язницями (1871—1901), Поляков належав до членів Таганрозького товариства піклування про бідняків. Він побудував приміщення для притулку медичного товариства і надав будинок для міського єврейського училища. Своїм коштом Поляков спорудив дім працелюбства для Таганрозького міщанського товариства. За ці заслуги мав такі звання й титули: потомствений почесний громадянин Таганрога, спадковий дворянин (1897) рік, дійсний статський радник (1885), таємний радник (1900). Був нагороджений різними орденами. Зокрема, у 1879 році дістав орден Святої Анни другого ступеня за те, що зібрав і пожертвував 50 тисяч рублів на п'ять лазаретів (200 ліжок)

## Нагороди
- Орден Святого Володимира III ступеня (1888)
- Орден Святого Станіслава I (1891) і III ступенів
- Орден Святої Анни I (1896) і II (1879) ступенів
- Хрест (Румунія, 1879)
- Орден князя Данила Першого II ступеня (Чорногорія, 1883)
- Орден Таков (Сербія, 1883)
- Орден Лева і Сонця І ступеня, з червоно-білою стрічкою (Персія, 1896)

## Цікавинки
Є думка, що Поляков послужив прототипом єврейського нувориша Болгаринова в романі Льва Толстого «Анна Кареніна».